# Пётр Первый и Второй (линейный корабль)
«Пётр Первый и Второй» (в источниках своего времени «Пётр Первый и Вторый» в соответствии с церковнославянской морфологией) — первый в истории российского флота стопушечный линейный корабль 1 ранга, построенный на верфи Санкт-Петербургского Адмиралтейства в 1723—1727 гг.

## Постройка
Конструкция корабля была спроектирована лично Петром Первым. В разработке чертежей и росписи корабля Петру Первому помогал Федосей Скляев.
Корабль был заложен на стапеле в 1723 году. Строительством корабля вплоть до своей смерти руководил лично Пётр. В строительстве корабля царю помогали корабельные подмастерья Пальчиков и Карлсбом.
После смерти Петра возник конфликт между Федосеем Моисеевичем Скляевым и Адмиралтейств-коллегии по поводу достройки этого «государева» корабля. Сущность конфликта состояла в том, что Адмиралтейств-коллегия первоначально поручила руководство завершением строительства англичанину Ричарду Броуну. Это вызвало энергичный протест всех выпестованных Петром отечественных кораблестроителей, которые считали, что достраивать корабль должны только русские люди. Как главный конструктор и хранитель царских чертежей Скляев отказался выдать их Броуну и добился решения Екатерины I о достройке корабля под коллективным руководством отечественных корабельных мастеров во главе с ним самим.

## Служба
Корабль «Пётр Первый и Второй» участвовал в манёврах флота у Красной Горки в мае-июне 1729 года.
С мая по август 1732 года и с мая по август 1736 года находился на Кронштадтском рейде в обучающих экипаж плаваниях.
Принимал участие в боевых действиях Русского Балтийского флота под Данцигом в 1734 году. Был флагманским кораблём русской эскадры, когда 15 мая под флагом адмирала Т. Гордона вышел из Кронштадта и направился к Данцигу.
26 мая вместе с эскадрой у Пиллау прикрывал выгрузку с транспортов осадной артиллерии, затем в составе эскадры крейсировал у Пиллау, блокируя Данциг с моря.
После капитуляции крепости (13 июня) «Пётр Первый и Второй» с эскадрой ушел в Ревель, а 2 июля прибыл в Кронштадт.
Был повреждён во время грозы 23 сентября 1736 года (молния ударила в грот-мачту, в результате чего возник пожар). Больше в моря не выходил.
По решению Адмиралтейств-коллегии после 19 августа 1744 года введён в плавучий док для сохранения памяти о Петре Великом.
Разобран по ветхости в 1752 году.

## Командиры
- И. А. Брант (1728—1729)
- Я. Фогель (1732)
- Р. Литель (1734)
- Пётр Дефремери (1736).